# والنتین کوجوکارو
والنتین کوجوکارو (رومانیایی: Valentin Cojocaru؛ زادهٔ ۱ اکتبر ۱۹۹۵) یک بازیکن فوتبال اهل رومانی است که در پست دروازه‌بان برای استوا بخارست در لیگ برتر فوتبال رومانی بازی می‌کند.
از باشگاه‌هایی که در آن بازی کرده‌است می‌توان به دینامو بخارست اشاره کرد.